# Northern blot

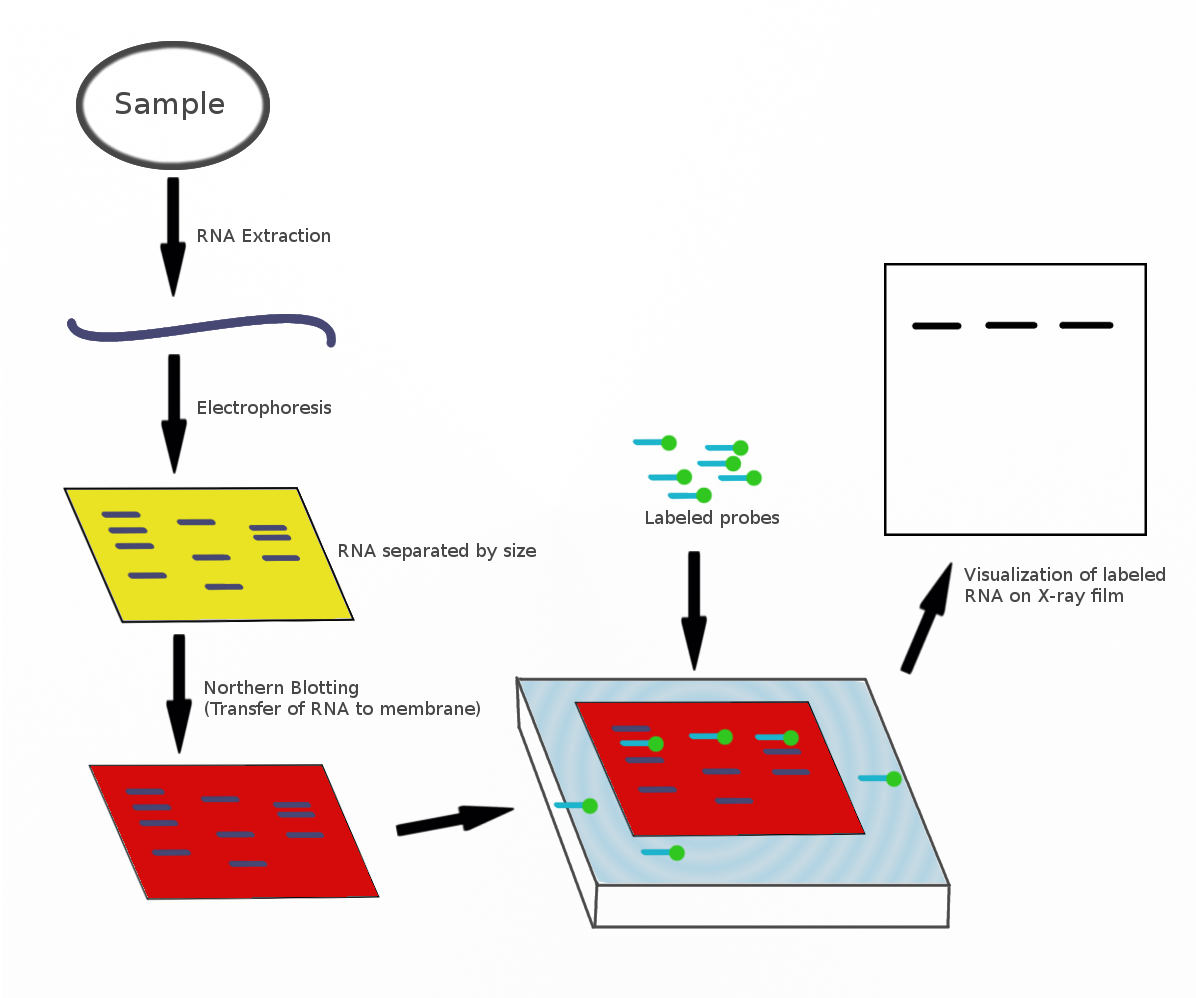
Schéma průběhu nothern blotu od získání vzorku po označení hledaných RNA segmentů.

Northern blot je laboratorní postup sloužící k nalezení, měření délky a množství RNA transkriptů zájmového genu ve směsi různých RNA molekul. Využívá se ke zjišťování míry exprese jednotlivých genů u organismů, jejich tkání či samotných buněk. To umožňuje například identifikaci genů zodpovědných za některá onemocnění či detailní výzkum průběhu embryonálního vývoje živočichů. Jméno získal díky své podobnosti s technikou Southern blot (pojmenovaná podle jejího vynálezce profesora Edwina Southerna).

## Postup
Nejprve se vzorek RNA denaturuje a rozdělí podle délky za pomocí nanesení na agarózový gel, kde proběhne tzv. gelová elektroforéza. Poté je přenesen na nylonovou membránu a na ní zafixován. (Podle tohoto kroku je technika pojmenovaná blot nebo blotting. Jde o anglický termín užívaný pro vysoušení povrchu za pomoci absorpčního materiálu.) Za využití označené próby se dále provádí hybridizace s RNA, tzn. nanesení komplementární DNA nebo RNA k hledané sekvenci. Na pevné membráně tak dojde k vazbě hledaných kusů RNA s komplementární próbou, která je poté obvykle dobře detekovatelná díky svému označení radioaktivními atomy nebo fluorescenčním barvivem. Pak je již možné vyhodnotit přítomnost hledaných segmentů RNA.
Později byla objevena i technika takzvaného reverzního nothern blotu, který umožňuje za pomoci RNA próby označit hledané segmenty DNA.